# Enana ultrafría

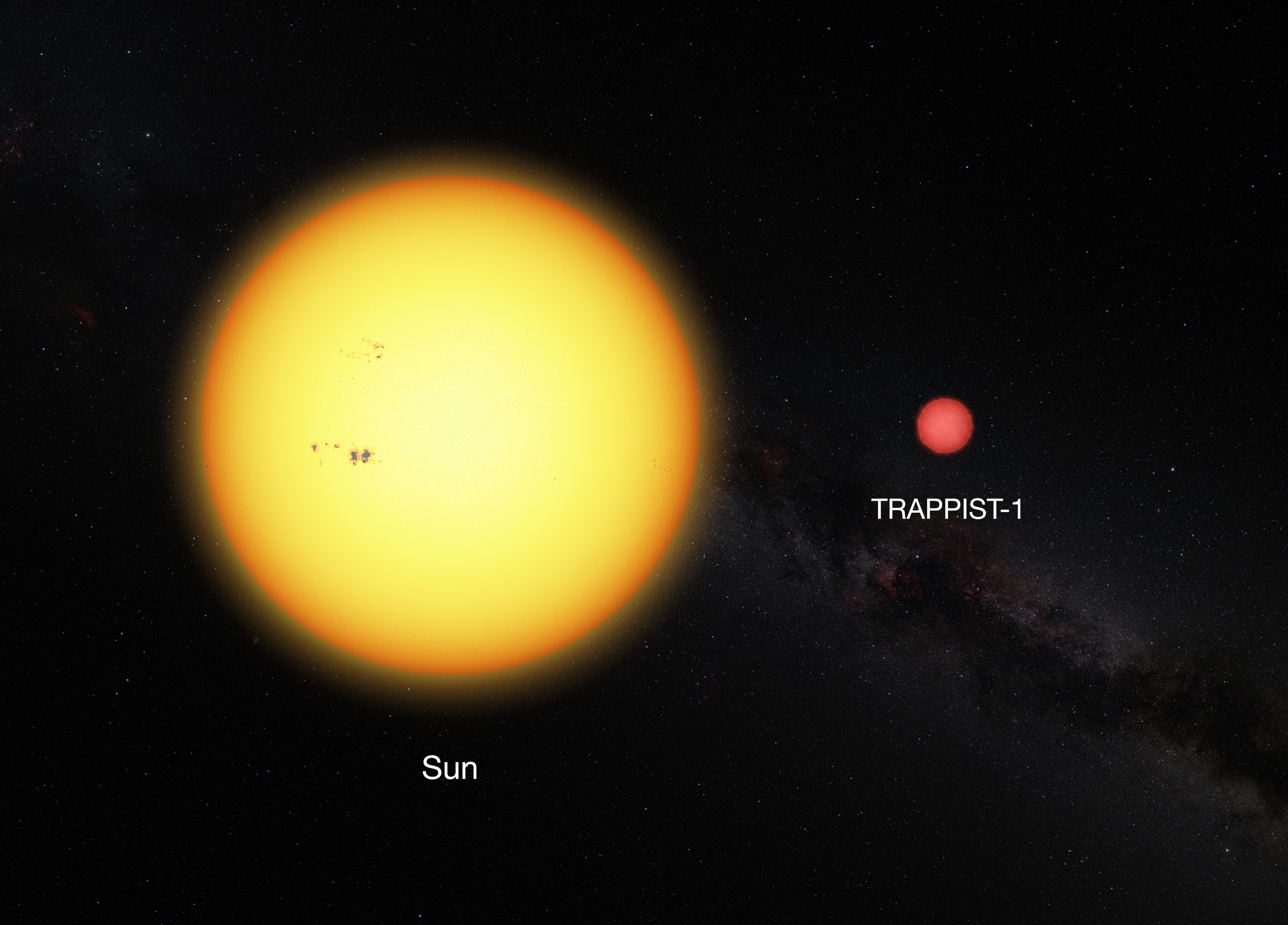
Comparación de tamaño de TRAPPIST-1 (una enana ultra-fría) y el Sol.

Un enana ultrafría es un objeto estelar (estrella) o subestelar enana marrón, cuya temperatura real es menor a los 2700º K (2430º C, 4400º F). TRAPPIST-1 es un ejemplo ampliamente conocido de una enana ultrafría con clasificación espectral de clase M.

## Visión general
El concepto de enana ultrafría fue introducido en el año 1997 por los astrónomos J. Davy Kirkpatrick, Todd J. Henry y Michael J. Irwin para describir las estrellas de tipo tardías enanas M (M7-M9.5) en la frontera de las enanas L4. Alcanzando un rango que incluye enanas T y enanas Y. Forman un grupo heterogéneo que incluye estrellas de muy baja masa y enanas marrones, representando aproximadamente el 15% de los objetos astronómicos (en principio) de la Vía Láctea, que son detectados en el entorno de los sistemas solares vecinos.
El modelo de acreción del núcleo predice que, dada la baja masa de una enana ultrafría y el pequeño tamaño de sus discos protoplanetarios en comparación con estrellas más masivas, podrían albergar un gran número de planetas terrestres del tamaño de Mercurio hasta el de la Tierra. A diferencia de la mayoría de las estrellas masivas que tienden a albergar planetas gigantes. El descubrimiento del sistema TRAPPIST-1 con sus siete planetas similares a la Tierra parece ser la confirmación de este modelo de acreción.
Debido a la lentitud con que se genera la fusión de Hidrógeno en comparación con otros tipos de estrellas de baja masa se estima su vida útil en cientos de miles de millones de años o incluso billones de años. Como la edad del universo es sólo 13 800 millones de años, todas las estrellas enanas frías son relativamente jóvenes. Los modelos predicen que al final de sus vidas la más pequeña de estas estrellas se convertirán en enanas azules en lugar de expandirse en gigantes rojas.

## Propiedades magnéticas
Después de detectar ráfagas de emisiones de radio de la estrella enana ultrafría LP 944-20 tipo M9 en 2001, varios astrofísicos comenzaron a observar desde el Observatorio de Arecibo y el Very Large Array con la intención de encontrar más objetos que emitieran ondas de radio. Hasta la fecha, se han observado cientos de enanas ultrafrías con estos radiotelescopios y se han encontrado más de una docena de enanas ultrafrías que emiten ondas de radio. Estos estudios indican que aproximadamente entre el 5 y el 10% de las enanas Ultrafrías emiten ondas de radio. Entre las más notables, destacan 2MASS J10475385+2124234, con una temperatura aproximada de 800-900 K, siendo la enana marrón emisora de radio más fría conocida. Es una enana marrón tipo T6.5 que conserva un campo magnético con una fuerza superior a 1,7 kG, por lo que es unas 3000 veces más fuerte que el campo magnético de la Tierra.